# 小夜左文字
小夜左文字（さよさもんじ）は、南北朝時代に作られたとされる日本刀（短刀）。日本の重要文化財に指定されており、大阪府茨木市にある株式会社ブレストシーブが所蔵する。文化財名称は「短刀 銘左 筑州住（名物小夜左文字)」。

## 概要

### 左文字について
鎌倉時代末期から南北朝時代初頭に筑前国博多（後の福岡県西部）にて活躍していた左文字によって作られた短刀である。左文字という名称は、「左衛門三郎」の略とされる「左」の一文字を刀銘に切ったことからその名で呼ばれるようになったものである。左衛門三郎は従来日本刀にあった直線的な刃文から、波打ちくっきりと浮き立つように見える刃文へと転換したことで、華やかで洗練された作風へと転換したことで知られている。以後は門弟に継承され、左文字派の全盛期を築いたとされる。

### 名前の由来
本作の号の由来に関して、以下二つの話が大正時代の記者であり刀剣研究家でもあった高瀬羽皐（羽皐隠史）によって挙げられている。
一つは仇討ちの復讐譚である。遠江国に暮らしていた浪人の死後、その妻が形見である左文字の短刀を掛川（現在の静岡県掛川市）に売りに行く途中、小夜の中山で山賊に短刀を奪われて斬り殺された。その後、遺された息子は母親の妹に育てられ、成人した後に掛川の研師に弟子入りする。そしてある時、その息子の元に浪人が左文字の研ぎを頼みに来るが、息子は彼からその刀が母親を殺して奪ったものであるという話を聞き、左文字を見るふりをしてその浪人を殺し、仇を討ったという。上記の逸話を耳にした当時の掛川城主・山内一豊が仇討ちを果たしたその弟子を召し上げ、短刀は山内を通して幽斎の手に渡り、前述の歌に基づいて命名されたと伝えられる。
しかし、羽皐の記した『英雄と佩刀』による記述や佐藤の考えによると、仇討ちの復讐譚は事実ではなく江戸幕府第8代将軍・徳川吉宗が本阿弥家に命じて編纂させた名刀の目録である『享保名物帳』に記載されたものが出典となっており、その出典も小夜山の観音寺にある小説的な話に基づいたものであるとされている。
もう一つは、元々戦国時代の武将であった細川幽斎の愛刀であり、古今伝授の唯一の継承者になるなど和歌にも通じていた幽斎によって、平安時代の歌人である西行の『新古今和歌集』に掲載されている以下の歌から取ったものだとされる話である。
これは『光甫覚書』にも記載があり、元来より幽斎の愛刀であったと刀剣学者の佐藤寒山は記している。

### 江戸時代の伝来について
本作は当初幽斎の愛刀であり、幽斎の死後は細川忠興にも引き継がれていた。しかし、1627年（寛永4年）に小倉藩大飢饉が起こった際、細川忠利は領民の飢餓を救うために小夜左文字と大名物の茶器「有明の茶入（安国寺肩衝茶入）」を売却したとされている。そして、福岡藩主である黒田家や広島藩主である浅野家と所有者が移っていった。
1661年（寛文2年）には、土井家に所有者が変わる。1665年（寛文5年）6月に同家より本阿弥家へ鑑定に出されて1500貫の評価を得る。また、『享保名物帳』の写本には第1類・第2類の2系統があるが、このうち本阿弥家から吉宗に献じた本の写しである第1類では「土井能登守」と記されたことから、越後大野藩主である土井家の所有であることがわかる。また、本阿弥光恕（芍薬亭長根、1767年～1845年）が編纂した第2類では「京都町人某」と記されている。

### 近代以降の伝来について
さらにいくつか所有者が転々とした後には、事業家であり日本水産の創業者としても知られる田村市郎が所有していた。後に田村から、秋田県の愛刀家であり、刀工としても活躍していた柴田政太郎の許に渡った。柴田は数ある収蔵品の中でも特に本作が気に入っていたようであり、自身の庵号を「小夜左庵」と名付ていた。
1952年（昭和27年）7月19日には、柴田恒次の所有名義にて文化財保護法に基づく重要文化財に指定された。その後は奈良県の個人に所有が移り、1970年（昭和45年）に開催された「日本名刀展 英米からの里帰りと国内の名作」では奈良の人物が所有者として記載されている。
次いで2000年（平成12年）時点では、大阪府の食品メーカーである海老三食品の所有名義となっていた。その後、所有者は「日本刀剣等文化財の保存技術等開発」を事業内容の一つにあげているブレストシーブが所有している。2015年（平成27年）8月8日に中鉢美術館にて期間限定で展示していた。2021年（令和3年）時点も同社が所有しており、大阪府茨木市にある日本刀剣博物技術研究財団が保存に関与している。

## 作風

### 刀身
刃長（はちょう、切先と棟区の直線距離）は約24.5センチメートル（8寸9厘）で、僅かに反り（切先・棟区を結ぶ直線から棟に下ろした垂線の最長のもの）がついており、元幅（もとはば、刃から棟まで直線の長さ）は約2.4センチメートル（7分9厘）、元重ね（もとかさね、刀の持ち手部分である柄の厚み）は約0.5センチメートル強（1分6厘強）ある。
造込（つくりこみ）は、平造りで身幅はやや広い。地鉄は板目（いため、板材の表面のような文様）肌がよく約み、地沸（じにえ、平地の部分に鋼の粒子が銀砂をまいたように細かくきらきらと輝いて見えるもの）ついて明るく冴える。
刃文（はもん）は、浅い湾れ（のたれ）に互の目（ぐのめ、丸い碁石が連続したように規則的な丸みを帯びた刃文）交じり、砂流し（すながし）、金筋（きんすじ）しきりに働く。
また、茎（なかご、柄に収まる手に持つ部分）長は約10.2センチメートル（3寸3分7厘弱）、茎反りは約0.2センチメートル（6厘強）である。銘字を表は中央に「左」、裏はやや棟寄りに「筑州住」と切っている。帽子（ぼうし、切先部分の刃文）は乱れ込み（刃文の乱れが切先まで続いているもの）、先は鋭く尖って掃掛（はきかけ）となっている。